# Enok Motzfeldt
Jakob Enok Hans Motzfeldt (11. června 1888, Qassimiut - 9. dubna 1925, Narsaq) byl grónský lovec a zemský rada zasedající v druhé jihogrónské zemské radě.

## Životopis
Enok Motzfeldt byl synem lovce Gerhardta Jense Kaspera Ulrika Motzfeldta a jeho manželky Tuperny Karen Louise. Oženil se 22. září 1918 v Alluitsoqu s Nikoline Agathe Silla Isaksenovou (1898-?), dcerou lovce Korneliuse Petera Frederika Isaksena a jeho ženy Cecilie Kathrine Frederikke.
Žil jako lovec v Narsaqu. V roce 1917 byl zvolen do zemské rady Jižního Grónska. Do konce volebního období v roce 1922 chyběl pouze na zasedání v roce 1920, kde ho zastupoval Jokum Motzfeldt. Zemřel v Narsaqu v roce 1925 ve věku 36 let, když spadl ze skály a smrtelně se zranil.